# Bailly (Yvelines)
 Bailly  es una población y comuna francesa, en la región de Isla de Francia, departamento de Yvelines, en el distrito de Saint-Germain-en-Laye y cantón de Saint-Nom-la-Bretèche.

## Hermanamientos
- Godella, 21 de junio de 2009.[3]

## Demografía
| 655 | 1191 | 1885 | 3679 | 4145 | 4094 |
| Para los censos de 1962 a 1999 la población legal corresponde a la población sin duplicidades (Fuente: INSEE [Consultar]) |      |      |      |      |      |